# Iniesta
Iniesta – gmina w Hiszpanii, w prowincji Cuenca, w Kastylii-La Mancha, o powierzchni 232,3 km². W 2011 roku gmina liczyła 4619 mieszkańców.